# ۱۴۷۵ (میلادی)
۱۴۷۵ (میلادی) هزار و چهارصد و هفتاد و پنجمین سال تقویم میلادی است.

## درگذشتگان
- ۱۰ دسامبر – پائولو آچلو، نقاش ایتالیایی (ز. ۱۳۹۷)